# Bílý pán aneb Těžko se dnes duchům straší
Bílý pán aneb Těžko se dnes duchům straší (hrána též jako Strašidlo v zámku, v zahraničí známa pod německým názvem Spuk im Schloss oder Böse Zeiten für Gespenster) je opera o šesti obrazech (op. 50) Jaroslava Křičky na libreto Jana Löwenbacha podle povídky Strašidlo cantervillské Oscara Wildea. Oproti původnímu Wildeho námětu se v opeře změnilo prostředí (Československo po první světové válce). Autoři též přidali tehdy aktuální téma: praxi pozemkových úřadů. V zápletce nechybí ani milostný vztah mezi hrabětem ze zámku v Satalicích Jiřím a dcerou amerického vyslance.

## Charakteristika díla
Ve své opeře využil Křička dobově oblíbené postupy tzv. časové opery (taneční formy zábavné hudby 20. let, jazz, revuální styl, filmová projekce). Výsledný tvar však připomíná spíše operetu, kde důležité místo připadá valčíkovým rytmům a lidovým popěvkům.

## Literární předloha
Předlohou byla povídka Oscara Wildeho Strašidlo cantervillské (1887) se satirickým střetem anglického tradicionalismu (dodržování tradic) a amerického pragmatismu: Americký vyslanec koupí starobylé anglické sídlo včetně odvěkého strašidla. Jeho rodina však má ze strašidla jen legraci. Děti mu dělají naschvály, takže je to duch, který se nakonec začne bát, než ho z prokletí vysvobodí modlitbou vyslancova dcera a duch někdejšího vraha své manželky může konečně spočinout na hřbitově.

## Libreto
Křička nebyl první, koho Wildova povídka zaujala. S libretistou Janem Löwenbachem-Budínem, k němuž se s úpravami druhé verze přidal Max Brod, do předlohy razantně zasáhli a satiru adaptovali na české prostředí. Z anglického strašidla cantervillského udělali strašidlo satalické, ačkoli v Satalicích ve skutečnosti žádný zámek není. Přidali karikaturu praktik realitních makléřů i politiků a pro operní žánr příhodně posílili milostné téma mezi původním majitelem zámku Jiřím a vyslancovou dcerou. Také ke hlavnímu páru vytvořili ještě dvojici sluhů – černocha Boba a venkovské děvče Andulku. Odlišnost mentalit, americké s tou českou se stala dalším zdrojem humoru.

## Hudba
Vychází z trendů doby a nechybějí v ní prvky jazzu a náznaky dobových šlágrů. Svou formou se vymyká obvyklé operní produkci a podobá se spíš klasickému muzikálu. Jsou v ní jak prvky velké romantické opery, tak i amerického jazzu, hluboká smetanovská lyrika se střídá s rytmy foxtrotů či black-bottomů, do symfonického orchestru nejednou vpadne bicí souprava se saxofony a banjem. Křička spojil romantickou operu s folklórem, taneční hudbou 20. let s poevropštěnou verzí amerického jazzu. Smetanovské milostné árie a duety doplňuje česká lidová písnička v kombinaci s revuálním stylem vaudevillových šlágrů a tanečními rytmy.

## Instrumentace
Symfonický orchestr doplňují klavír, tři saxofony, banjo a souprava bicích, ale i „nástroje“ pro konkrétní zvuky – vichrostroj, bedna na zlověstné rány v nočním zámku, mechanický psací stroj s přesně vypsanými úhozy pro údery a posuvník, zvuk parní lokomotivy navozují bicí. Mísení zpěvu a mluvené řeči žánrově staví Bílého pána na pomezí opery a operety s prvky kabaretu.

## Děj opery
Do satalického panství se stěhuje rodina amerického vyslance Mr. Hollywooda. Dosavadní vlastník – hrabě Jiří – je uchvácen půvabnou dcerou velvyslance Elinor, ona zase strašidlem, které přebývá v zámku. Strašidlo může vysvobodit jen čistá laskavá ženská duše a její láska.

### 1. obraz
Do klepání psacích strojů a nářku prokuristů velké realitní kanceláře, kteří si stěžují na špatné časy, přichází vzácný host – bývalý ministr, pan poslanec Proutek. Rád by si zajistil pěkné letní sídlo na zámku v Satalicích. Majitel kanceláře, pan Taštička, pana ministra upozorňuje, že v zámku straší. Ale strašidlo je jen romantickým lákadlem pro amerického velvyslance Mr. Hollywooda a jeho dceru Elinor. Hosté ze zámoří se do starobylého zámku zamilují a nedbají ani varování posledního potomka hraběcího rodu Jiřího Satalického, s nímž se v kanceláři setkají.

### 2. obraz
Groteskní mezihra ve slohu hudby k němým filmům líčí cestu do Satalic. V zámku se americká návštěva seznámí se služebnictvem i s představiteli politického života kraje, s kterými se brzy dohodne. Stejně rychle se spřátelí i komorná Andulka s kovbojem Bobem. Když si pak manželé Hollywoodovi zahrají se svými dětmi Elinor a Cedrikem svou obvyklou partii stolního tenisu, chystá se zámek ke spánku. Podnikavý Cedrik přivede z míry starou kastelánovou, když pověstnou nesmytelnou krvavou skvrnu na podlaze vyčistí americkým patentním čisticím prostředkem. Hollywoodova dcera Elinor se zalíbila Jiřímu a poslouchá jeho vyprávění o dávném nápisu v knihovně: strašidlo prý může vysvobodit pouze láska a polibek nebojácné dívky. Elinor však nebere takové řeči vážně: ničeho se nebojí a přijde se o půlnoci do knihovny na strašidlo sama podívat. S ní přijde i Cedrik, který potají vyslechl její rozhovor s Jiřím.

### 3. obraz
O půlnoci se v knihovně vystřídají Andulkia se svým nezbytným Bobem, Cedrik, připravující si na strašidlo Freudovu psychoanalytickou metodu, a konečně i Elinor a – Jiří, který doufá, že v přestrojení za strašidlo nažene Američance hrůzu. Jeho plány však skončí neblaze: Cedrik na něm nejprve vyzkouší, jak bude na středověkého ducha působit moderní film: kovboj Bob jej chytí do lasa a demaskuje, manželé Hollywoodovi jej dokonce obžalují z podvodu, jehož prý se dopustil, aby zvýšil cenu zámku.

### 4. obraz
Ani skutečnému duchu, který o něco později řinčí svými řetězy na chodbě, se nevede lépe. Mr. Hollywood jej ohromí svým plánem na přestěhování do Ameriky, paní Hollywoodová jej pohostí patentní medicínou proti žlučovým kamínkům a Andulka s Bobem vidí v jeho příchodu vhodnou záminku, aby se mohli „bát" společně v neosvětleném pokoji.

### 5. obraz
Teprve na Elinor, která stále ještě vzpomíná na Jiřího kousek, zjevení ducha opravdu zapůsobí a představa, že by měla políbit jeho mrtvolné rty, ji donutí k volání o pomoc. Její výkřik uslyší Jiří a když si Elinor uvědomí, že Jiřího vlastně miluje, ukáže se, že i polibek dvou milujících se lidí stačí k tomu, aby se strašidlu dostalo věčného klidu.

### 6. obraz
Pro Mr. Hollywooda pozbyl však satalický zámek ztrátou strašidla své ceny a přenechává jej rád panu Proutkovi, který se již mezitím stal ministrem a byl ochoten uplatňovat své právo na zámek i z moci úřední pod záminkou, že Mr. Hollywood nemá k vývozu strašidla celní povolení. A tak se za zvuků satalické vesnické kapely končí fraška, nabádající v závěru obecenstvo, aby se zdravým rozumem a přátelským dohodnutím zbavilo všech zbytečných strašidel, která mu otravují život.

## Inscenační historie
Premiéra opery se uskutečnila 27. listopadu 1929 v Brně za řízení dirigenta Antonína Balatky. Pro německá divadla byla později opera upravena pod názvem Spuk im Schloss oder Böse Zeiten für Gespenster. Autorem textové úpravy byl Max Brod. V této podobě opera zazněla poprvé ve Vratislavi v listopadu 1931. V Praze byla opera v této úpravě uvedena 29. dubna 1932 v Novém německém divadle, kde ji nastudoval dirigent George Szell. Česky ji v roce 1933 uvedlo též pražské Národní divadlo. První ostravské provedení této opery proběhlo v Městském divadle dne 21. října 1932 v hudebním nastudování Jaroslava Vogla. V roce 1937 ji uvedla též Velké divadlo (dnes Divadlo J.K. Tyla) v Plzni.  
Křičkova opera měla ve své době též slušný ohlas v zahraničí. Byla hrána v Německu (Lipsko, 1932), Rakousku (Státní opera Vídeň, 1932), Belgii (Antverpy, 1934) a Švédsku (koncertní uvedení v rozhlase 1937). V plánu ji měla uvést též operní divadla ve Švýcarsku a Finsku.
V roce 2021 operu uvedlo Národní divadlo moravskoslezské v Ostravě. Hudební nastudování: David Švec, dirigenti: Jiří Habart, David Švec, režie: Ondřej Havelka, scéna: Martin Černý, kostýmy: Jana Zbořilová. Premiéra proběhla 28. října 2021. Použita byla vratislavská verze opery ale v českém jazyce.

## Osoby
| Mr. Hollywood, americký velvyslanec     | bas         |
| Mrs. Hollywood, jeho žena               | mezzosoprán |
| Elinor, jejich dcera                    | soprán      |
| Cedrik, jejich syna                     | alt         |
| Jiří Satalický, bývalý hrabě ze Satalic | tenor       |
| Proutek, poslanec                       | tenor       |
| Taštička, majitel realitní kanceláře    | baryton     |
| Kastelánová                             | alt         |
| Andulka, komorná                        | soprán      |
| Bob, americký kovboj                    | tenor       |
| Satalický starosta                      | tenor       |
| Poslanec                                | tenor       |
| venkovský novinář                       | baryton     |
| Duch hraběte Kazimíra ze Satalic        | baryton     |
| --------------------------------------- | ----------- |